# Baddare

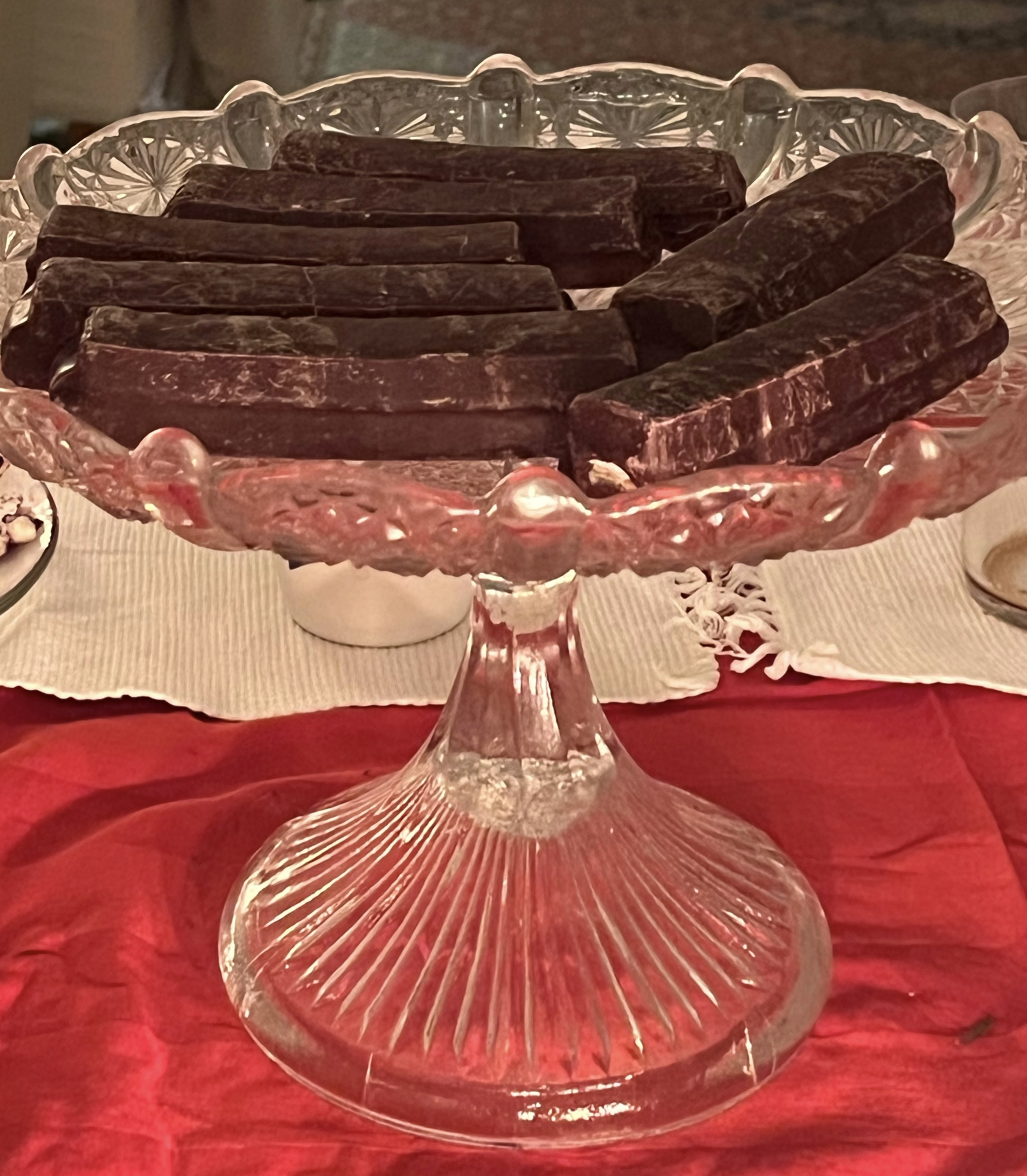
Åtta baddare på uppläggningsfat.

Baddare är ett avlångt bakverk som tillverkades av Göteborgs Kex. Produktionen upphörde i december 2021 inför det att bageriet flyttades till Riga i Lettland och fabriken i Kungälv lades ned. De allra sista Baddarna bakades och såldes som en engångshändelse vid fabriken i Kungälv i samband med nationaldagen den 6 juni 2022, då flytten och nedläggningen försenats något.
Baddaren består av två rån som man strukit nougatkräm på samt täckt med skum av äggvita med smak av arrak. Därefter överdras allt med mörk choklad. 
Bakverket producerades redan på 1960-talet av Göteborgs Kex under namnet skumbräck och såldes då i papperspåsar. Föregångare var bakverket tigertunga som bestod av två trekantiga rån med skum emellan. I början av 1970-talet hade bakverket bytt namn till baddare. Baddarens hållbarhet var kort och den såldes bland annat i Pressbyrån och i lokala kiosker. Eftersom bakprocessen krävde mycket handarbete och stor beläggning i produktionen blev det för dyrt för företaget att ha den i det ordinarie sortimentet och mot slutet bakades de bara en till två gånger per år, och såldes då enbart i "Bräckboden" – en outletbutik som låg i anslutning till fabriken i centrala Kungälv fram till stängningen i augusti 2022.